# Котловина Амундсена
Котлови́на А́мундсена — подводная котловина в Северном Ледовитом океане, между хребтами Ломоносова и Гаккеля.
Длина котловины составляет около 2000 км, ширина — 200—400 км. Глубина достигает 4485 м. Мощность осадочных отложений — около 2000 м. Осадочные породы дна — железисто-марганцовистые глинистые илы.
Котловина названа в честь норвежского полярного путешественника Руаля Амундсена.